# Firmicus insularis
Firmicus insularis là một loài nhện trong họ Thomisidae.
Loài này thuộc chi Firmicus. Firmicus insularis được John Blackwall miêu tả năm 1877.